# Pasyon
La pasyon est une narration de la Passion, de la mort et de la résurrection de Jésus-Christ sous forme d'un poème de strophes de cinq vers octosyllabiques. Cette forme de passion narrative est populaire aux Philippines particulièrement pendant le Carême et spécialement pendant la Semaine sainte durant laquelle la pasyon est souvent lue ou chantée à la maison. C'est une forme d'expression religieuse, de méditation et de réflexion.
L'adaptation indigène de la payson fut initiée par le poète et traducteur Gaspar Aquino de Belen dans Ang Mahal na Passion ni JesuCristong Panginoon Natin na Tola (le Poème de la passion de notre Seigneur Jésus-Christ), publié en 1703 ou 1704. Cette version connut une cinquième édition en 1760. 
La version la plus populaire de la payson est le Casaysayan nang Pasiong Mahal ni Jesucristong Panginoon Natin na Sucat Ipag-alab nang Puso nang Sinomang Babasa (« l'Histoire de la passion de notre Seigneur Jésus-Christ qui enflammera le cœur de quiconque la lira »).
Une édition érudite de 1852 par Aniceto de Merced, El libro de la vida (le livre de la vie), resta quant à elle quasiment inconnue du grand public.
- Le texte de la pasyon sur commons